# 笠松町松枝公民館
笠松町松枝交流センター（かさまつちょうまつえだこうりゅうセンター）は、岐阜県羽島郡笠松町にある公共施設。旧称は笠松町松枝公民館。
正式名称は松枝交流センター。

## 概要
1979年（昭和54年）、笠松町松枝公民館として竣工。所在地は旧・松枝村役場跡地である。行政施設として笠松町役場松枝支所を併設する。
2023年（令和5年）10月1日に社会教育拠点の施設から社会教育・まちづくり拠点の施設へ変更。同時に「笠松町松枝交流センター」に改称。

## 施設
1階
- 笠松町役場松枝支所
- 集会室（2室）
- 会議室（1室）
- 図書室

2階
- 学習室（2室）
- 会議室（2室）
- 調理室

## 利用案内

### 松枝公民館
- 利用時間
  - 午前9：00～午後9：30

- 休館日
  - 年末年始（12月29日～1月3日）

### 図書室
笠松町在住・在勤・在学者、近隣市町村（岐阜市・羽島市・各務原市・岐南町）在住者が利用可能。貸出冊数は図書5冊まで、雑誌3冊まで。貸出期限は14日以内。
- 利用時間
  - 午前9：00～午後4：30（夏休み期間中は午前9：00～午後5：00まで）

- 休室日
  - 毎月最終金曜日（当該金曜日が休日の場合はその前日）、年末年始（12月29日～1月3日）、笠松町の行事日（春まつり、リバーサイドカーニバル、町民運動会など）

### 笠松町役場松枝支所
笠松町役場の支所として、住民票、住民票記載事項証明書の交付、印鑑登録証明書の交付、戸籍謄抄本の交付、戸籍の附票の交付、身分証明書の交付、地方税に関する証明書の交付などを行う。
- 利用時間
  - 午前8：30～午後5：15

- 閉庁日
  - 土曜日、日曜日、祝祭日、年末年始（12月29日～1月3日）

## 交通アクセス
- 笠松町公共施設巡回町民バス「松枝小学校前」バス停より徒歩で約3分。

## 周辺施設
- 笠松町立松枝小学校
- 笠松町運動公園
- 松枝保育所